# PPL Center
PPL Center je víceúčelová aréna nacházející se v Allentownu ve státě Pensylvánie v USA. Otevření proběhlo v roce 2014. Aréna je domovským stadionem týmu AHL Lehigh Valley Phantoms, který je záložním týmem klubu NHL Philadelphia Flyers.
Soutěž o vybudování nové arény pro Phantoms v roce 2008 probíhala především mezi Allentownem a Camdenem v New Jersey. Zatímco Camden byl blíž, Allentown měl propracovanější návrh, který pomohl zajistit Allentownovu nabídku pro tým.
Jméno arény nese název společnosti PPL Corporation, energetické firmy se sídlem v Allentownu, doposud trvající smlouva je na deset let. Stadion je místem konání mnoha společenských akcí, v roku 2019 zde například koncertovali Kiss a David Lee Roth, Monster Jam, Harlem Globetrotters, Adam Sandler, Lynyrd Skynyrd, Baby Shark Live.